# 鳥取県獣医師会
公益社団法人鳥取県獣医師会（こうえきしゃだんほうじんとっとりけんじゅういしかい 英称 Tottori Veterinary Medical Association）は、鳥取県知事所管の鳥取県の獣医師を会員とする公益法人。

## 本部所在地
- 〒680-0864 鳥取県鳥取市吉成731-1

## 支部
- 東部支部 〒680-1132 鳥取市国安210 鳥取家畜保健衛生所内
- 中部支部 〒682-0017 倉吉市清谷町2-132 倉吉家畜保健衛生所内
- 西部支部 〒689-4213 西伯郡伯耆町金屋谷1540-17 西部家畜保健衛生所内

## 業務内容
- 獣医師会員の学術技能向上のための研修会・講習会事業等の実施
- 鳥取県との動物に関する連携事業
- 疾病している野鳥の保護・救護
- 県内各学校で飼われている動物の飼育指導
- 県内各市町村との動物に関する連携事業
- 狂犬病の予防接種・防止活動